# Nathaniel Chalobah
Nathaniel 'Nathan' Nyakie Chalobah (Freetown, 12 december 1994) is een Engels voetballer van Sierra Leoneese afkomst die doorgaans als middenvelder speelt. Hij tekende in juli 2017 een contract tot medio 2022 bij Watford, dat hem overnam van Chelsea. Chalobah debuteerde in 2018 in het Engels voetbalelftal.

## Clubcarrière
Chalobah was tijdens het seizoen 2011-2012 aanvoerder van zowel het reserven- als het -19-team van Chelsea. In 2012 won hij de FA Youth Cup met Chelsea. Hij tekende in januari 2012 een profcontract bij de club, nadat hij zijn 17e verjaardag vierde. Chalobah zat als zeventienjarige bij de selectie toen Chelsea de Champions League-finale van het seizoen 2011/12 won.
Chelsea verhuurde Chalobah op 31 augustus 2012 voor een half jaar aan Watford, toen actief in de Championship. Hij maakte hiervoor op 18 september 2012 zijn debuut in het betaald voetbal, tegen Brighton & Hove Albion. Op 2 januari 2013 werd zijn verblijf bij Watford verlengd tot aan het eind van het seizoen. Chelsea verhuurde Chalobah op 19 september 2013 tot 15 januari 2014 aan Nottingham Forest, eveneens in de Championship. Twee dagen later debuteerde hij voor The Reds, tegen Doncaster Rovers. Op 26 oktober 2013 scoorde hij zijn eerste doelpunt voor Nottingham, tegen Yeovil Town. Chalobah vertrok op 16 januari 2014 voor een half jaar op huurbasis naar Middlesbrough, om ook daarmee in de Championship te spelen. Op 5 april 2014 scoorde hij zijn eerste doelpunt voor Boro, thuiswedstrijd tegen Derby County.
Chelsea verhuurde Chalobah in september 2014 voor een half jaar aan Burnley, waarmee hij debuteerde in de Premier League. In september 2015 verhuurde Chelsea hem voor een jaar aan SSC Napoli, zijn eerste club buiten Engeland.

## Internationaal
Chalobah kwam uit voor alle Engelse jeugdelftallen. Hij was aanvoerder van Engeland –19. Hij debuteerde in 2012 in Engeland –21.

## Erelijst
| Europees kampioen -17 | 1x | 2010 |

1 Palmer ·
2 Furlong ·
3 Holgate ·
4 Styles ·
5 Bartley ·
6 Ajayi ·
7 Wallace  ·
8 Molumby ·
9 Maja ·
10 Swift ·
11 Diangana ·
12 Dike ·
14 Heggem ·
17 Diakité ·
18 Grant ·
19 Dobbin ·
20 Račić ·
21 McNair ·
22 Johnston ·
23 Wildsmith ·
24 Frabotta ·
27 Mowatt ·
30 Cann ·
31 Fellows ·
44 Cole ·
Coach: Corberán